# Toño Infante
Marco Antonio Infante López (Guadalajara, 9 de enero de 1950), conocido como Toño Infante, es un actor y jugador de fútbol americano mexicano.

## Biografía y carrera
Marco Antonio Infante López nació el 9 de enero de 1950 en Guadalajara, siendo hijo del actor Ángel Infante y Consuelo López, hermano menor de Ángel, Luis, Rubén, Ramiro, y Sonia Infante, y sobrino de Pedro Infante. Para 1962, y contando con 12 años, incursionó por primera vez como actor participando con un papel secundario en la película, El señor Tormenta, estrenada en 1963.
En 1971, a los 21 años, ingresó a estudiar la carrera técnica de contaduría en la Vocacional 5 del Instituto Politécnico Nacional (IPN). En dicha institución, se unió a las Águilas Blancas, el equipo de fútbol americano titular, donde jugó en la posición de quarterback en la liga mayor de la generación 1971-1975.
Una vez graduado, ejerció como contador público por un tiempo, pero al final se decidió por prepararse profesionalmente como actor, por lo que se inscribió al instituto Andrés Soler de la Asociación Nacional de Actores (ANDA). De 1981 a 1987, se desempeñó como head coach para del equipo de fútbol americano Halcones de la Universidad Anáhuac, del cual fue uno de los fundadores junto a otros colegas, pues este se formó sin el apoyo universitario de dicha entidad académica.
Tiene dos hijos, Samantha Infante y Oscar Antonio Infante.

## Filmografía

### Cine
| Año  | Título                                      | Papel                   | Notas                                    |
| ---- | ------------------------------------------- | ----------------------- | ---------------------------------------- |
| 1963 | El señor Tormenta                           | Niño que entrega flores | No acreditado                            |
| 1982 | La combi asesina                            | Toño                    |                                          |
| 1983 | La venganza de María                        | Personaje desconocido   |                                          |
| 1983 | Mercenarios de la muerte                    | Villano                 |                                          |
| 1983 | Todos eran valientes                        | Personaje desconocido   |                                          |
| 1984 | Historia de una mujer escandalosa           | Maestro asesinado       | Acreditado como Antonio Infante          |
| 1984 | Asalto en Tijuana                           | Esbirro de Santino      |                                          |
| 1984 | Jugandose la vida                           | Personaje desconocido   |                                          |
| 1984 | El traficante II                            | Personaje desconocido   |                                          |
| 1984 | El carro de la muerte                       | Agente de policía       |                                          |
| 1985 | Contrato con la muerte                      | Pepe                    |                                          |
| 1986 | El federal de caminos                       | Oficial García          |                                          |
| 1987 | La Muerte del Federal de Caminos            | Personaje desconocido   | Acreditado como Marco Antonio Infante    |
| 1987 | Olor a muerte                               | Personaje desconocido   |                                          |
| 1987 | Ser charro es ser Mexicano                  | Personaje desconocido   |                                          |
| 1987 | Ratas de la frontera                        | Personaje desconocido   |                                          |
| 1987 | Juan Polainas                               | Personaje desconocido   |                                          |
| 1987 | El reportero                                | Personaje desconocido   |                                          |
| 1987 | La pandilla sin rostro                      | Gonzalo                 |                                          |
| 1988 | Pasaporte a la muerte                       | Esposo infiel           |                                          |
| 1988 | Noche de buitres                            | Roberto                 |                                          |
| 1988 | Día de madres                               | Personaje desconocido   |                                          |
| 1988 | Por un corazón se vive                      | Personaje desconocido   | También fungió como director y productor |
| 1989 | En un motel nadie duerme                    | Personaje desconocido   |                                          |
| 1989 | Dos tipas de cuidado                        | Hugo de la Peña         |                                          |
| 1989 | Ladrones de tumbas                          | Oficial Lalo            |                                          |
| 1989 | El pájaro con suelas                        | El perro                |                                          |
| 1989 | Al margen de la ley                         | Agente Toño             |                                          |
| 1989 | Entre cornudos te veas                      | Personaje desconocido   |                                          |
| 1990 | Los aboneros del amor                       | Personaje desconocido   |                                          |
| 1990 | A gozar, a gozar, que el mundo se va acabar | Personaje desconocido   |                                          |
| 1990 | Dando y dando                               | Personaje desconocido   |                                          |
| 1990 | Misión sangrienta                           | Toño                    |                                          |
| 1990 | Mi venganza                                 | Personaje desconocido   |                                          |
| 1990 | El diablo quiere sexo                       | Personaje desconocido   |                                          |
| 1990 | Fuga hacia la muerte                        | Jesús Fuentes           |                                          |
| 1991 | La ley de la mafia                          | Luis Castro             |                                          |
| 1991 | Furia de ladrones                           | Personaje desconocido   |                                          |
| 1991 | La pistola del pájaro                       | Personaje desconocido   |                                          |
| 1991 | Operativo de alto riesgo                    | Personaje desconocido   |                                          |
| 1992 | El invencible ojo de vidrio                 | Personaje desconocido   |                                          |
| 1994 | Caminantes... si hay caminos                | Servando                |                                          |
| 1996 | La suburban dorada                          | Personaje desconocido   |                                          |
| 1997 | Por una mujer casada                        | Personaje desconocido   |                                          |
| 1997 | Aguas blancas                               | Personaje desconocido   |                                          |
| 1998 | Clave secreta                               | Yeyo                    |                                          |
| 1998 | La paloma y el gavilán                      | El Gavilán              |                                          |
| 1998 | Veneno para ratas                           | Personaje desconocido   |                                          |
| 1998 | 2 monjitas en peligro                       | Personaje desconocido   |                                          |
| 1998 | Bajadores de narcos                         | Bruce                   |                                          |
| 1998 | La del moño colorado                        | Personaje desconocido   |                                          |
| 1998 | Por tu culpa                                | Personaje desconocido   |                                          |
| 1998 | Los compadres del diablo                    | Personaje desconocido   |                                          |
| 1998 | Comando de mafiosos                         | Personaje desconocido   |                                          |
| 1998 | Mi última bala                              | Personaje desconocido   |                                          |
| 1998 | El gatillero                                | Personaje desconocido   |                                          |
| 1998 | Conspiración exterminio                     | Personaje desconocido   |                                          |
| 1998 | El carro cargado                            | Roberto                 |                                          |
| 1999 | La fiera                                    | Personaje desconocido   |                                          |
| 1999 | La Bronco colorada                          | Personaje desconocido   |                                          |
| 1999 | Laura Garza                                 | Personaje desconocido   |                                          |
| 1999 | La rubia y la morena 2                      | Personaje desconocido   |                                          |
| 1999 | Sangre de cholos                            | Daniel Ruiz             |                                          |
| 1999 | Atrapados en la garras de la ciudad         | Personaje desconocido   |                                          |
| 2000 | Diamantes colombianos                       | Gerbacio                |                                          |
| 2000 | El gallo de Michoacán                       | Personaje desconocido   |                                          |
| 2001 | La dama de la Texana 1000x                  | Personaje desconocido   |                                          |
| 2001 | La caza del diablo                          | Personaje desconocido   |                                          |
| 2001 | Fui más cabrón que mi hermano               | Personaje desconocido   |                                          |
| 2001 | Boda fatal                                  | Apolinar                |                                          |
| 2001 | La muerte de Alfredo Montes                 | Personaje desconocido   |                                          |
| 2002 | El rengo                                    | Personaje desconocido   |                                          |
| 2002 | El texano y el potosino                     | Personaje desconocido   |                                          |
| 2002 | La revancha del silla de ruedas             | Personaje desconocido   |                                          |
| 2002 | La tragedia de Lamberto Quintero            | Personaje desconocido   |                                          |
| 2002 | La estampa del escorpión                    | Personaje desconocido   |                                          |
| 2003 | La mera reina del sur                       | Compte. Ley             |                                          |
| 2003 | El corrido de Valente Quintero              | Personaje desconocido   |                                          |
| 2003 | El fin de los Arellano                      | Personaje desconocido   |                                          |
| 2003 | Pasión y crimen en Juárez                   | Personaje desconocido   |                                          |
| 2003 | Los hijos del gallero                       | Personaje desconocido   |                                          |
| 2004 | La loba                                     | Genaro                  |                                          |
| 2005 | La venganza del viejo                       | Personaje desconocido   |                                          |
| 2005 | Telaraña del crimen                         | Personaje desconocido   |                                          |
| 2006 | Tierra ensangrentada                        | Personaje desconocido   |                                          |
| 2006 | Diego Ramos, un michoacano chingón          | Personaje desconocido   |                                          |
| 2007 | Pueblo chico... Tragedia grande             | Personaje desconocido   |                                          |
| 2007 | Herencia asesina                            | Antonio                 |                                          |

### Televisión
| Año       | Título                            | Papel                                 | Notas                                                   |
| --------- | --------------------------------- | ------------------------------------- | ------------------------------------------------------- |
| 1982      | Por amor                          | Abelardo                              | Acreditado como Marco Antonio Infante                   |
| 1985      | Angélica                          | Capitán Trejo                         |                                                         |
| 1985-86   | Muchachita                        | Santos Vega                           |                                                         |
| 1986      | El engaño                         | Teniente Rómulo Sánchez               |                                                         |
| 1987      | Victoria                          | Aurelio                               |                                                         |
| 1989      | Lo blanco y lo negro              | Cipriano Sánchez                      |                                                         |
| 1990      | La fuerza del amor                | Personaje desconocido                 |                                                         |
| 1991      | Al filo de la muerte              | King                                  |                                                         |
| 1993      | Clarisa                           | Efraín                                |                                                         |
| 1994      | Agujetas de color de rosa         | Toño, profesor de educación física    |                                                         |
| 1994      | Marimar                           | Nicandro Mejía / Nazario Mejía        |                                                         |
| 1996      | La antorcha encendida             | Acompañante de Elizondo               |                                                         |
| 1997      | El secreto de Alejandra           | Personaje desconocido                 |                                                         |
| 1998      | ¿Qué nos pasa?                    | Personaje desconocido                 | Temporada 1, episodio 4                                 |
| 1999      | Nunca te olvidaré                 | Braulio                               |                                                         |
| 2000      | Abrázame muy fuerte               | Eulogio Rojas                         |                                                         |
| 2001      | Aventuras en el tiempo            | Epaminondas                           |                                                         |
| 2001-07   | Mujer, casos de la vida real      | Varios personajes                     | 18 episodios                                            |
| 2002      | Güereja de mi vida                | Toro Infante                          | Temporada 1, episodio 26: «Kid Papiringo»               |
| 2003      | Amor real                         | Benigno Villa                         |                                                         |
| 2004      | Mujer de madera                   | Angelo                                |                                                         |
| 2004      | Hospital El Paisa                 | Pedro Infante                         | Temporada 1, episodio 19: «Loco, loco, pero no loquito» |
| 2005      | Contra viento y marea             | Lino                                  |                                                         |
| 2007      | Destilando amor                   | Gelasio Barrales                      |                                                         |
| 2007      | Pasión                            | Gonzalo                               |                                                         |
| 2008      | Central de abasto                 | Toño #2                               |                                                         |
| 2009      | Corazón salvaje                   | Celestino                             |                                                         |
| 2009-2010 | Mar de amor                       | Tiburón                               |                                                         |
| 2009-2013 | La rosa de Guadalupe              | Varios personajes                     | 4 episodios                                             |
| 2010      | Zacatillo, un lugar en tu corazón | Lupe el Destripador                   |                                                         |
| 2010-11   | Teresa                            | Fausto                                |                                                         |
| 2011      | La fuerza del destino             | Ingeniero                             |                                                         |
| 2011-18   | Como dice el dicho                | Varios personajes                     | 6 episodios                                             |
| 2012      | Amor bravío                       | Fidencio Hernández / Julián Hernández |                                                         |
| 2012-13   | Amores verdaderos                 | Comandante                            |                                                         |
| 2013      | Corazón indomable                 | Morales                               |                                                         |
| 2013      | Mentir para vivir                 | Armando                               |                                                         |
| 2014      | Arrepentidos                      | Personaje desconocido                 | Producción argentina                                    |
| 2014      | Hasta el fin del mundo            | Personaje desconocido                 |                                                         |
| 2016      | Un camino hacia el destino        | Alfredo Cabrera                       |                                                         |
| 2016      | Por siempre Joan Sebastian        | Nelson Martínez                       |                                                         |
| 2021      | Esta historia me suena            | Personaje desconocido                 | Temporada 4, episodio 12: «La Lola»                     |

## Premios y nominaciones

### Premios TVyNovelas
| Año  | Categoría                  | Telenovela | Resultado |
| ---- | -------------------------- | ---------- | --------- |
| 1995 | Mejor villano              | Marimar    | Nominado  |
| 1986 | Mejor revelación masculina | Angélica   | Nominado  |